# Бекаа (мухафаза)
Бекаа (араб. البقاع‎) — одна из мухафаз Ливана.
Административный центр мухафазы — город Захла. Население мухафазы составляет около 489 900 человек.

## Районы
Мухафаза была разделена на 5 районов:
- Баальбек (выделен в другую мухафазу)[2]
- Хермель (выделен в другую мухафазу)[2]
- Захле
- Рашайя
- Западная Бекаа

С 2014 года мухафаза Бекаа состоит из трех районов: Захле, Рашайя, Западная Бекаа. 
В 2003 году был принят закон об отделении округа Баальбек и округа Хермель от мухафазы Бекаа с образованием новой мухафазы Баальбек-Хермель. Реализация проекта Баальбек-Хермель началась в 2014 году с назначения его первого губернатора.